# Глутарил-КоА-дегідрогеназа
Глутарил-КоА-дегідрогеназа (англ. Glutaryl-CoA dehydrogenase) – білок, який кодується геном GCDH, розташованим у людей на короткому плечі 19-ї хромосоми. Довжина поліпептидного ланцюга білка становить 438 амінокислот, а молекулярна маса — 48 127.
| 10         |  | 20         |  | 30         |  | 40         |  | 50         |
| ---------- |  | ---------- |  | ---------- |  | ---------- |  | ---------- |
| MALRGVSVRL |  | LSRGPGLHVL |  | RTWVSSAAQT |  | EKGGRTQSQL |  | AKSSRPEFDW |
| QDPLVLEEQL |  | TTDEILIRDT |  | FRTYCQERLM |  | PRILLANRNE |  | VFHREIISEM |
| GELGVLGPTI |  | KGYGCAGVSS |  | VAYGLLAREL |  | ERVDSGYRSA |  | MSVQSSLVMH |
| PIYAYGSEEQ |  | RQKYLPQLAK |  | GELLGCFGLT |  | EPNSGSDPSS |  | METRAHYNSS |
| NKSYTLNGTK |  | TWITNSPMAD |  | LFVVWARCED |  | GCIRGFLLEK |  | GMRGLSAPRI |
| QGKFSLRASA |  | TGMIIMDGVE |  | VPEENVLPGA |  | SSLGGPFGCL |  | NNARYGIAWG |
| VLGASEFCLH |  | TARQYALDRM |  | QFGVPLARNQ |  | LIQKKLADML |  | TEITLGLHAC |
| LQLGRLKDQD |  | KAAPEMVSLL |  | KRNNCGKALD |  | IARQARDMLG |  | GNGISDEYHV |
| IRHAMNLEAV |  | NTYEGTHDIH |  | ALILGRAITG |  | IQAFTASK   |  |            |

A: Аланін

C: Цистеїн

D: Аспарагінова кислота

E: Глутамінова кислота

F: Фенілаланін

G: Гліцин

H: Гістидин

I: Ізолейцин

K: Лізин

L: Лейцин

M: Метіонін

N: Аспарагін

P: Пролін

Q: Глутамін

R: Аргінін

S: Серин

T: Треонін

V: Валін

W: Триптофан

Цей білок за функцією належить до оксидоредуктаз. 
Задіяний у таких біологічних процесах, як ацетилювання, альтернативний сплайсинг. 
Білок має сайт для зв'язування з ФАД, флавопротеїном. 
Локалізований у мітохондрії.